# Bound and Gagged: Pornography and the Politics of Fantasy in America
Bound And Gagged: Pornography and the Politics of Fantasy in America — книга Лоры Кипнис, выпущенная в 1996 году издательством Duke University Press. Книга посвящена попытке подойти к порнографии с новой стороны, фокусируясь не на мнении, что порнография является серьёзной социальной болезнью, а на её природе и значении порнографии в жизни её аудитории, а также на жизни тех, кто стремиться запретить или подавить её.
Книга разделена на пять частей, каждая из которых может рассматриваться как отдельное эссе:
1. «Fantasy In America: The United States v. Daniel Thomas DePew» (рус. Фантазия в Америке: США против Дэниеля Томаса Депью) рассказывает о деле о первой компьютерной доске объявлений, в котором Дэниель Депью был признан виновным в заговоре с целью снять снафф-фильм и был приговорен к тридцати трём годам тюремного срока, несмотря на малое количество доказательств, что его «план» был чем то большим, чем просто странная сексуальная фантазия.
2. «Clothes Make The Man» (рус. Встречают по одежке) — взгляд на порнографию трансвеститов. В ней сравниваются автопортреты в личных рекламах с более «респектабельными» работами фотографа Синди Шерман.
3. «Life In The Fat Lane» (рус. Жирная жизнь) — посвящена жирофетишизму. В разделе утверждается, что порнография с участием людей, страдающих ожирением, является восстанием против культуры превозносящей худых[1].
4. «Disgust And Desire: Hustler Magazine» (рус. Отвращение и Желание: Журнал Hustler) обсуждает использование Ларри Флинтом порнографии как политического сознательного акта. В нём также рассматривается отвращение феминисток к Hustler и другим подобным журналам из-за их направленности на мужскую аудиторию[1].
5. «How To Look At Pornography» (рус. Как смотреть на порнографию) — в заключительной части книги обсуждается (среди прочих тем) свадьба писательницы, выступающей против порнографии, Кэтрин Маккиннон и писателя анти-психоаналитика Джеффри Мэссона[англ.][3].

Кипнис отвергает более воинственные антипорнографические взгляды, выражаемые феминистками, такими как Андреа Дворкин, и отвергает консервативное движение по исключении порнографии от защиты Первой поправки. Она высказывает мнение, что порнография является законным культурным выражением, которое выставляет классовые предрассудки и сексуальное лицемерие, и сознательно стремится превзойти табу. Книга поднимает такие темы, как психоанализ Фрейда, потребительский капитализм и социальные табу.